# حصار باريس (885-886)
في حصار باريس من 25 نوفمبر 885 إلى أكتوبر، 886، قام الفايكنج بحصار مدينة باريس، يعتبر أهم حدث في عهد الإمبراطور كارل البدين ونقطة تحول في سلالة الكارولنجيون، الذين فقدوا مصداقيتهم وفسح المجال امام الكابيتيون.